# Tsentrosoyuz
Le bâtiment Tsentrosoyuz ou bâtiment Centrosoyuz  (en sousou) est une structure gouvernementale à Moscou, en Russie, construite en 1933 par Le Corbusier et Nikolaï Kolli. Centrosoyuz fait référence à une structure bureaucratique de l'ère soviétique, l'Union centrale des coopératives de consommateurs. Le bâtiment comprenait des bureaux pour 3 500 personnes, ainsi qu'un restaurant, des salles de conférence, un théâtre et d'autres installations. Il est situé 39, rue Myasnitskaya. Le côté ouest, qui devait être l'entrée principale, fait face à l'avenue Sakharov. Actuellement, il héberge l'institut Rosstat (en russe : Росстат), le Service fédéral des statistiques de l'État russe et le Service fédéral de surveillance financière (unité russe de renseignement financier).

## Architecture
Trois concours d'architecture ont lieu à partir de 1928. Le Corbusier remporte les trois. Lors de sa victoire au troisième concours en 1928, il écrit : « J'apporterai à cette tâche tout ce que j'ai appris en architecture. C'est avec une grande joie que j'apporterai les connaissances que je possède à une nation qui s'organise selon son nouvel esprit »
Le projet applique à grande échelle les principes architecturaux de Le Corbusier : pilotis, façade rideau, plan libre, fenêtres à ruban et toit plat. Il doit accueillir 3 500 personnes et Le Corbusier considère la question de la circulation comme primordiale : le système de pilotis pour l'hébergement des personnes et des véhicules permet de multiples accès au bâtiment, les rampes sont proposées par l'architecte pour la circulation intérieure entre les étages, détail qui renvoie à sa villa Savoye. Le Corbusier : « Nous avons abordé le problème en urbanistes, c'est-à-dire que nous avons considéré que les couloirs et les escaliers sont comme des rues fermées. En conséquence, ces rues ont une largeur de 3,25 mètres et sont toujours bien éclairées. De plus, nous avons remplacé les volées d'escaliers pénibles par des rampes en pente douce (14 %) qui permettent une circulation libre et facile. »
En 1929, l'ensemble complet des plans de construction du bâtiment Tsentrosoyuz est envoyé à Moscou et les travaux commencent. Cependant, des retards apparaissent en raison des pénuries de matériaux causées par le premier plan quinquennal de Joseph Staline. Le bâtiment est en béton armé, avec des blocs de tuf rouge du Caucase servant d'isolant.
La façade en verre devait inclure un système de chauffage et de ventilation innovant. La respiration exacte (système de ventilation mécanique) et les murs neutralisants (parois neutres, tuyaux de chauffage et de refroidissement entre les couches de verre), toutes deux dernières inventions de Le Corbusier, ainsi que la méthode d'aération ponctuelle de Gustav Lyon ont été envisagées pour le chauffage et la réfrigération du verre et de l'intérieur. Ces innovations sont rejetées, en partie en raison de la pénurie de matériaux, et en partie en raison du caractère expérimental des technologies proposées (y compris une critique des systèmes par les experts de l'American Blower Corporation comme peu pratique et coûteuse). Au lieu de cela, un système de radiateurs est introduit pour le chauffage, ainsi que des volets roulants et du verre translucide destinés à protéger le bâtiment de la chaleur (qui s'est avérée inefficace pendant les chauds mois d'été).
Le bâtiment est critiqué par son compatriote architecte suisse Hannes Meyer comme étant « une orgie de verre et de béton ».